# F-BLOOD LIVE
『F-BLOOD LIVE』（エフブラッド・ライヴ）はF-BLOODの初のライブ・アルバム。1998年6月3日、ポニーキャニオンから発売された。

## 概要
1998年4月7日、横浜アリーナで行われたライブ音源を収録。
初回限定盤とUHQCDはボーナス・トラックとしてチェッカーズの曲「You Love Rock'n' Roll」「Long Road」2曲を追加収録。
2017年6月21日、上記2曲を網羅したUHQCDで再発売。

## 収録曲
作詞：藤井フミヤ（特記以外）／作曲：藤井尚之
1. BLOOD#1
2. 砂
3. NANA
  - チェッカーズ時代の曲をカバー。
  - 作詞：藤井郁弥
4. 雨になりそうな空
5. Blue Moon Stone
  - チェッカーズ時代の曲をカバー。
  - 作詞：藤井郁弥
6. Lonely Soldier
  - チェッカーズ時代の藤井尚之のソロ曲。
  - 作詞：藤井郁弥
7. 白い雲のように
  - ※猿岩石への提供曲をカバー。
8. 寝顔
9. GENERATION GAP
  - V6への提供曲をカバー。
10. 指輪
11. SHOOTING STAR
12. BLOOD#2
13. 「I」
14. You Love Rock'n' Roll
  - 作詞：藤井郁弥
  - 初回限定盤・UHQCDに収録
15. Long Road
  - 作詞：藤井郁弥
  - 初回限定盤・UHQCDに収録